# گل سرخ (فیلم ۱۳۶۸)
گل سرخ فیلمی به کارگردانی و نویسندگی حمید تمجیدی محصول سال ۱۳۶۸ است.

## بازیگران
- محمدعلی کشاورز
- سیامک اطلسی
- رضا صابری
- فتحعلی اویسی
- مینا ناجی
- مهری مهرنیا
- محمد ناجی
- حسن فرازمند
- حمیدرضا صادقی
- پرویز نیک منش
- خسرو معتمدی
- اصغر امین اکبری
- محمد راسخ
- مسعود صادقیان
- مهرگان بختیار
- محمدرضا عظیمی
- رضا احمدی
- سیامک حلمی